# كرة القدم في الألعاب الأولمبية الصيفية 2008 – تصفيات السيدات
التأهل لمنافسات كرة القدم للسيدات في الألعاب الأولمبية الصيفية 2008م.

## المتأهلون
يشارك في نهائيات بطولة الألعاب الأولمبية للسيدات اثنا عشر فريقًا. وتمثلت الدول المتأهلة للنهائيات في الآتي: 
| الاتحاد/المنطقة                                                | العدد | الفرق المتأهلة               |
| -------------------------------------------------------------- | ----- | ---------------------------- |
| الدولة المضيفة (مؤهلة تلقائيًا)                                 | 1     | - الصين                      |
| الاتحاد الأوروبي لكرة القدم (UEFA)                             | 3     | - ألمانيا - النرويج - السويد |
| اتحاد أمريكا الجنوبية لكرة القدم (CONMEBOL)                    | 1     | - الأرجنتين                  |
| اتحاد أمريكا الشمالية والوسطى ومنطقة البحر الكاريبي (CONCACAF) | 2     | - الولايات المتحدة - كندا    |
| الاتحاد الأفريقي لكرة القدم (CAF)                              | 1     | - نيجيريا                    |
| الاتحاد الآسيوي لكرة القدم (AFC )                              | 2     | - اليابان - كوريا الشمالية   |
| أوقيانوسيا (OFC)                                               | 1     | - نيوزيلندا                  |
| مباراة فاصلة بين أمريكا الجنوبية وأفريقيا                      | 1     | - البرازيل                   |

## الاتحاد الآسيوي لكرة القدم
تأهلت الصين تلقائيًا إلى دورة الألعاب الأولمبية بوصفها الدولة المضيفة.

### الجولة الأولى
تم إعفاء كل من: اليابان وكوريا الشمالية من المنافسة للوصول إلى الدور النهائي. ويتم تقسيم الفرق الـ12 الأخرى إلى 3 مجموعات، حيث يصعد الفريقان الأول والثاني في كل مجموعة إلى الدور النهائي.
أقيمت منافسات المجموعة الأولى بنظام خروج المغلوب من مباراتين (ذهابًا & ايابًا). ,أقيمت مباريات المجموعتين (B) و(C) بنظام الدوري من جولة واحدة.

#### المجموعة A
أقيمت مباراة الذهاب يوم 17 فبراير 2007م. وأقيمت مباراة الإياب يوم 25 فبراير 2007م.
| الفريق 1       | نتيجة المباراتين | الفريق 2 | مباراة الذهاب | المرحلة الثانية |
| -------------- | ---------------- | -------- | ------------- | --------------- |
| هونغ كونغ      |                  | الأردن * |               |                 |
| كوريا الجنوبية | 8–0              | الهند    | 5–0           | 3–0             |

وتأهلت هونج كونج إلى المباراة النهائية بعد انسحاب الأردن من البطولة. وأقيمت مباراتي الذهاب والإياب النهائيتين في 10 و18 مارس 2007م على التوالي. 
| الفريق 1  | نتيجة المباراتين | الفريق 2       | مباراة الذهاب | المرحلة الثانية |
| --------- | ---------------- | -------------- | ------------- | --------------- |
| هونغ كونغ | 3-2              | كوريا الجنوبية | 2–2           | 1–0             |

#### المجموعة B
أقيمت جميع المباريات على ملعب تايلاندي ياباني ( بانكوك ، تايلاند ).
| فريق             | نقاط | لعب | فوز | تعادل | هزيمة | له | عليه | فارق الأهداف |
| ---------------- | ---- | --- | --- | ----- | ----- | -- | ---- | ------------ |
| تايلاند (المضيف) | 9    | 3   | 3   | 0     | 0     | 15 | 0    | +15          |
| فيتنام           | 6    | 3   | 2   | 0     | 1     | 8  | 1    | +7           |
| سنغافورة         | 3    | 3   | 1   | 0     | 2     | 6  | 8    | -2           |
| المالديف         | 0    | 3   | 0   | 0     | 3     | 0  | 20   | -20          |

| المالديف | 0–6 | سنغافورة |
| -------- | --- | -------- |
|          |     |          |

| تايلاند | 1–0 | فيتنام |
| ------- | --- | ------ |
| - 85'   |     |        |

| تايلاند | 5–0 | سنغافورة |
| ------- | --- | -------- |
|         |     |          |

| فيتنام                                                                                     | 5–0 | المالديف |
| ------------------------------------------------------------------------------------------ | --- | -------- |
| - فان ثيو ثانه 16' (ضربة جزاء.) - بوي ثو ثوييت ماي 19'، 33'، 58' - نجوين ثي مينه نجويت 50' |     |          |

| فيتنام                             | 3–0 | سنغافورة |
| ---------------------------------- | --- | -------- |
| - - بوي ثو ثوييت ماي 18'، 22'، 72' |     |          |

| تايلاند | 9–0 | المالديف |
| ------- | --- | -------- |
|         |     |          |

#### المجموعة C
أقيمت جميع المباريات في ملعب تشونغشان لكرة القدم ( تايبيه، تايوان ).
| فريق                    | نقاط | لعب | فوز | تعادل | هزيمة | له | عليه | فرق الأهداف |
| ----------------------- | ---- | --- | --- | ----- | ----- | -- | ---- | ----------- |
| أستراليا                | 9    | 3   | 3   | 0     | 0     | 20 | 1    | +19         |
| تايبيه الصينية (المضيف) | 6    | 3   | 2   | 0     | 1     | 4  | 8    | -4          |
| ميانمار                 | 1    | 3   | 0   | 1     | 2     | 1  | 4    | -3          |
| أوزبكستان               | 1    | 3   | 0   | 1     | 2     | 1  | 13   | -12         |

21 فبراير 2007م
| تايبيه الصينية | 2-0 | أوزبكستان |
| أستراليا       | 2-0 | ميانمار   |

23 فبراير 2007م
| تايبيه الصينية | 1–0  | ميانمار  |
| أوزبكستان      | 0–10 | أستراليا |

25 فبراير 2007م
| تايبيه الصينية | 1–8 | أستراليا |
| أوزبكستان      | 1-1 | ميانمار  |

### الجولة النهائية
الفائزون بالمجموعة سيتأهلون إلى الألعاب الأولمبية. المباريات لعبت في الفترة من 7 أبريل، إلى 12 أغسطس 2007م.

#### المجموعة A
| فريق           | نقاط | لعب | فوز | تعادل | هزيمة | له | عليه | فرق الأهداف |
| -------------- | ---- | --- | --- | ----- | ----- | -- | ---- | ----------- |
| اليابان        | 16   | 6   | 5   | 1     | 0     | 27 | 3    | +24         |
| كوريا الجنوبية | 8    | 6   | 2   | 2     | 2     | 8  | 12   | -4          |
| تايلاند        | 7    | 6   | 2   | 1     | 3     | 7  | 11   | -4          |
| فيتنام         | 3    | 6   | 1   | 0     | 5     | 3  | 19   | -16         |

| اليابان              | 2–0 | فيتنام |
| -------------------- | --- | ------ |
| ساوا 36' · ساكاي 73' |     |        |

| كوريا الجنوبية | 0–1 | تايلاند |
| -------------- | --- | ------- |
|                |     |         |

| تايلاند | 0–4 | اليابان                                  |
| ------- | --- | ---------------------------------------- |
|         |     | ساوا 38' · أراكاوا 41' · أوهونو 44'، 66' |

| فيتنام               | 1–2 | كوريا الجنوبية     |
| -------------------- | --- | ------------------ |
| دوان ثيو كيم تشي 25' |     | جي سو يون 55'، 59' |

| اليابان                                                                             | 6–1 | كوريا الجنوبية   |
| ----------------------------------------------------------------------------------- | --- | ---------------- |
| مياموتو 9' · أوهانو 21' · اراكاوا 24' · لي كاي ليم 34' (ه.ذ.) · ايتو 66' · ساوا 68' |     | جوانغ هاي إن 74' |

| فيتنام              | 1–0 | تايلاند |
| ------------------- | --- | ------- |
| نيهايو ثوي لينه 41' |     |         |

| كوريا الجنوبية | 2–2 | اليابان |
| -------------- | --- | ------- |
|                |     |         |

| تايلاند | 5–0 | فيتنام |
| ------- | --- | ------ |
|         |     |        |

| تايلاند | 1–1 | كوريا الجنوبية |
| ------- | --- | -------------- |
|         |     |                |

| فيتنام | 0–8 | اليابان |
| ------ | --- | ------- |
|        |     |         |

| كوريا الجنوبية | 2–1 | فيتنام |
| -------------- | --- | ------ |
|                |     |        |

| اليابان | 5–0 | تايلاند |
| ------- | --- | ------- |
|         |     |         |

#### المجموعة B
| فريق           | نقاط | لعب | فوز | تعادل | هزيمة | له | عليه | فرق الأهداف |
| -------------- | ---- | --- | --- | ----- | ----- | -- | ---- | ----------- |
| كوريا الشمالية | 18   | 6   | 6   | 0     | 0     | 51 | 0    | +51         |
| أستراليا       | 12   | 6   | 4   | 0     | 2     | 40 | 5    | +35         |
| تايبيه الصينية | 6    | 6   | 2   | 0     | 4     | 12 | 31   | -19         |
| هونغ كونغ      | 0    | 6   | 0   | 0     | 6     | 1  | 68   | -67         |

| كوريا الشمالية | 8–0 | تايبيه الصينية |
| -------------- | --- | -------------- |
|                |     |                |

| أستراليا | 15–0 | هونغ كونغ |
| -------- | ---- | --------- |
|          |      |           |

| تايبيه الصينية | 0–10 | أستراليا |
| -------------- | ---- | -------- |
|                |      |          |

| هونغ كونغ | 0–14 | كوريا الشمالية |
| --------- | ---- | -------------- |
|           |      |                |

| تايبيه الصينية | 6–0 | هونغ كونغ |
| -------------- | --- | --------- |
|                |     |           |

| كوريا الشمالية | 2–0 | أستراليا |
| -------------- | --- | -------- |
|                |     |          |

| هونغ كونغ | 0–6 | تايبيه الصينية |
| --------- | --- | -------------- |
|           |     |                |

| أستراليا | 0–2 | كوريا الشمالية |
| -------- | --- | -------------- |
|          |     |                |

| تايبيه الصينية | 0–6 | كوريا الشمالية |
| -------------- | --- | -------------- |
|                |     |                |

| هونغ كونغ | 1–8 | أستراليا |
| --------- | --- | -------- |
|           |     |          |

| كوريا الشمالية | 19–0 | هونغ كونغ |
| -------------- | ---- | --------- |
|                |      |           |

| أستراليا | 7–0 | تايبيه الصينية |
| -------- | --- | -------------- |
|          |     |                |

## الاتحاد الأفريقي لكرة القدم (كاف)
تم تقسيم المنافسة التمهيدية إلى أربع جولات. الجولات الثلاث الأولى كانت عبارة عن أدوار يتم فيها خروج المغلوب، أما الجولة الأخيرة فكانت عبارة عن مرحلة مجموعات.
والفائزون في الجولة النهائية سيتأهلون إلى الألعاب الأولمبية. كما سييتأهل وصيف الدور إلى الملحق القاري.

### الجولة التمهيدية
أقيمت مباراة الذهاب في الفترة من 27 إلى 29 أكتوبر 2006م. بينما أقيمت مباراة الإياب في الفترة من 10 إلى 12 نوفمبر 2006م.
| الفريق 1    | اجمالي المباراتين | الفريق 2  | مباراة الذهاب | مباراة الاياب |
| ----------- | ----------------- | --------- | ------------- | ------------- |
| أنغولا      |                   | تنزانيا * |               |               |
| موزمبيق     | 7-2               | جزر القمر | 7-2           | *             |
| غينيا بيساو | 2-4               | غينيا     | 1-1           | 1-3           |
| * بنين      |                   | ناميبيا   |               |               |
| * أوغندا    |                   | إرتريا    |               |               |

* = انسحب

### الجولة الأولى
أقيمت مباراة الذهاب يومي 17 و18 فبراير 2007م. أما مباريات الإياب فكانت في الفترة من 9 إلى 11 مارس 2007م. ولعبت إريتريا والمغرب مبارياتهما يومي 10 و24 مارس 2007م. في حين لعبت غينيا وزيمبابوي مباراة واحدة فقط في زيمبابوي بسبب الاضطرابات السياسية في غينيا. 
| الفريق 1         | اجمالي المباراتين | الفريق 2                    | مباراة الذهاب | مباراة الإياب |
| ---------------- | ----------------- | --------------------------- | ------------- | ------------- |
| أنغولا           | 1–4               | غانا                        | 1–2           | 0–2           |
| غينيا الاستوائية | 4–5               | جنوب إفريقيا                | 2–1           | 2–4           |
| ليبيريا          | 0–5               | إثيوبيا                     | 0–3           | 0–2           |
| نيجيريا          | w/o               | السنغال*                    | —             | —             |
| موزمبيق          | 1–12              | الجزائر                     | 0–3           | 1–9           |
| إرتريا           | 4–4 (a)           | المغرب                      | 3–2           | 1–2           |
| ناميبيا          | 5–8               | جمهورية الكونغو الديمقراطية | 3–3           | 2–5           |
| غينيا            | 1–6               | زيمبابوي                    | —             | 1–6           |

* = انسحب

### الجولة الثانية
أقيمت مباراة الذهاب في الفترة من 1 إلى 3 يونيو 2007م. بينما أقيمت مباراة الإياب في الفترة من 15 إلى 17 يونيو 2007م.
| الفريق 1     | اجمالي المباراتين | الفريق 2                    | مباراة الذهاب | مباراة الاياب |
| ------------ | ----------------- | --------------------------- | ------------- | ------------- |
| غانا         | 4-1               | جمهورية الكونغو الديمقراطية | 3-1           | 1–0           |
| الجزائر      | 1-6               | نيجيريا                     | 1–0           | 0–6           |
| جنوب إفريقيا | 5–3               | زيمبابوي                    | 2-1           | 3-2           |
| إثيوبيا      | ( أ )2–2          | المغرب                      | 1–0           | 1-2           |

### الجولة النهائية
ولعبت مبارياتها في الفترة ما بين 27 يوليو 2007م، إلى 14 مارس 2008م. ومن جانب آخر انسحبت إثيوبيا من المنافسة. 
| فريق         | لعب   | فوز   | تعادل | هزيمة | له    | عليه  | فرق الأهداف | نقاط  |
| ------------ | ----- | ----- | ----- | ----- | ----- | ----- | ----------- | ----- |
| نيجيريا      | 4     | 3     | 0     | 1     | 8     | 1     | +7          | 9     |
| غانا         | 4     | 3     | 0     | 1     | 4     | 3     | +1          | 9     |
| جنوب إفريقيا | 4     | 0     | 0     | 4     | 1     | 9     | -8          | 0     |
| إثيوبيا      | منسحب | منسحب | منسحب | منسحب | منسحب | منسحب | منسحب       | منسحب |

28 يوليو 2007م
| نيجيريا | 5–0                    | جنوب إفريقيا |
| إثيوبيا | 1–3 (تم الغاؤها لاحقًا) | غانا         |

12 أغسطس 2007م
| غانا | 1–0 | نيجيريا |

26 أغسطس 2007م
| جنوب إفريقيا | 0–1 | غانا |

9 ديسمبر 2007م
| غانا | 2–1 | جنوب إفريقيا |

16 فبراير 2008م
| جنوب إفريقيا | 0–1 | نيجيريا |

15 مارس 2008م
| نيجيريا | 2–0 | غانا |

تأهلت نيجيريا إلى الألعاب الأولمبية. تأهلت غانا إلى الملحق القاري .

## الكونكاكاف

### الجولة التمهيدية

#### منطقة البحر الكاريبي
يتكون النظام في اتحاد الكونكاكاف من جولتين بنظام الدوري من جولة واحدة، وأقيم في أكتوبر 2007م. ولعبت أربع مجموعات الدور الأول (3 مجموعات من 4 ومجموعة واحدة من 3)، حيث تأهل الفائزون إلى مجموعة الدور الثاني.

##### الجولة الأولى
| المجموعة 1 | المجموعة 1             | المجموعة 1 | المجموعة 1   |            | المجموعة 2              | المجموعة 2 | المجموعة 2   | المجموعة 2 |
| ---------- | ---------------------- | ---------- | ------------ | ---------- | ----------------------- | ---------- | ------------ | ---------- |
| الترتيب    | الفريق                 | لعب        | مجموع النقاط | الترتيب    | الفريق                  | لعب        | مجموع النقاط |            |
| 1          | ترينيداد وتوباغو       | 3          | 9            | 1          | كوبا                    | 3          | 9            |            |
| 2          | سورينام (م)            | 3          | 6            | 2          | جمهورية الدومينيكان (م) | 3          | 6            |            |
| 3          | غرينادا                | 3          | 3            | 3          | جزر العزراء الأمريكية   | 3          | 3            |            |
| 4          | سانت فنسنت والغرينادين | 3          | 0            | 4          | جزر العزراء البريطانية  | 3          | 0            |            |
| المجموعة 3 | المجموعة 3             | المجموعة 3 | المجموعة 3   | المجموعة 4 | المجموعة 4              | المجموعة 4 | المجموعة 4   |            |
| الترتيب    | الفريق                 | لعب        | مجموع النقاط | الترتيب    | الفريق                  | لعب        | مجموع النقاط |            |
| 1          | جامايكا                | 3          | 9            | 1          | بورتوريكو               | 2          | 6            |            |
| 2          | برمودا                 | 3          | 6            | 2          | هايتي                   | 2          | 3            |            |
| 3          | أنتيغوا وباربودا (م)   | 3          | 3            | 3          | جزر كايمان (م)          | 2          | 0            |            |
| 4          | دومينيكا               | 3          | 0            |            |                         |            |              |            |

م = الدولة المضيفة

##### الجولة الثانية
وتم تقسيم الفرق الأربعة المتبقية إلى مجموعتين. بخيث يتأهل الفائزون في كل مباراة إلى نهائيات الكونكاكاف. تقام المباراتان بين بورتوريكو وترينيداد وتوباغو في بورتوريكو يومي 23 و25 نوفمبر 2007م. ولعبت كوبا مباراتي الذهاب والإياب على أرضها ضد جامايكا يومي 29 نوفمبر و1 ديسمبر 2007م، وتم احتساب المباراة الثانية بوصفها مباراة جامايكا على أرضها لأغراض احتساب الأهداف خارج الأرض.
| الفريق 1  | اجمالي النتيجة | الفريق 2        | مباراة الذهاب | مباراة الإياب |
| --------- | -------------- | --------------- | ------------- | ------------- |
| بورتوريكو | 2-2 (ق)        | ترينداد وتوباغو | 2-1           | 0-1           |
| كوبا      | 3-0            | جامايكا         | 1-0           | 2-0           |

ق= قاعدة الأهداف خارج الأرض لكسر التعادل

#### منطقة أمريكا الوسطى
لعبت سلسلتين من المباريات على أرض الفريقين، حيث تأهل الفائزون إلى الدور النهائي. وأُقيمت مباراة الذهاب في 6 أكتوبر 2007م. بينما أُقيمت مباراة الإياب يوم 13 أكتوبر/تشرين الأول 2007م. ولعب الفائزان في المواجهات في الدور النهائي الحاسم يومي 20 و27 أكتوبر/تشرين الأول 2007م. 
وقد انسحبت بنما من مباراتها المقررة أمام كوستاريكا، لتتأهل كوستاريكا إلى الدور الثاني حيث واجهت الفائز من مباراة السلفادور ونيكاراجوا.

### مرحلة المجموعات
من خلال هذه المرحلة ستتأهل ستة فرق إلى الدور النهائي.  وستقام الجولة النهائية في الملعب الأولمبي الجامعي في سيوداد خواريز بالمكسيك في الفترة من 2 إلى 13 أبريل. وقد أقيمت القرعة في الساعة 11:00 صباحًا (بتوقيت شرق الولايات المتحدة) يوم 25 فبراير.
| المجموعة A | المجموعة A       | المجموعة A | المجموعة A |         | المجموعة B      | المجموعة B | المجموعة B | المجموعة B |
| ---------- | ---------------- | ---------- | ---------- | ------- | --------------- | ---------- | ---------- | ---------- |
| الترتيب    | الفريق           | لعب        | نقاط       | الترتيب | الفريق          | لعب        | نقاط       |            |
| 1          | الولايات المتحدة | 2          | 6          | 1       | كندا            | 2          | 6          |            |
| 2          | المكسيك (م)      | 2          | 3          | 2       | كوستاريكا       | 2          | 1          |            |
| 3          | جامايكا          | 2          | 0          | 3       | ترينداد وتوباغو | 2          | 1          |            |

م= الدولة المضيفة

### مرحلة خروج المغلوب
وتأهل الفائزون في الدور نصف النهائي إلى الألعاب الأولمبية.
حبث استضاف ملعب بينيتو خواريز الأولمبي بسيوداد خواريز بالمكسيك مباراتي نصف النهائي، حيث استطاعت كندا في المباراة الأولى التغلب على المكسيك بنتيجة 1-0، وفي المباراة الثانية استطاعت الولايات المتحدة هزيمة كوستاريكا بنتيجة 3-0، وعليه فقد صعد كل من كندا والولايات المتحدة إلى المباراة النهائية، والتي أقيمت في 12 أبريل على نفس الملعب واستطاعت الولايات المتحدة هزيمة كندا بضربات الجزاء الترجيحية بنتيجة 6-5، بعدما انتهت المباراة الأصلية بنتيجة التعادل 1-1، وفي مباراة تحديد المركز الثالث استطاعت المكسيك هزيمة كوستاريكا بهدف دون مقابل.

## اتحاد أمريكا الجنوبية لكرة القدم
أعلن اتحاد أمريكا الجنوبية لكرة القدم أن بطولة كأس أمريكا الجنوبية للسيدات 2006م، والتي أقيمت في الأرجنتين ستكون أيضا بمثابة البطولة المؤهلة للألعاب الأولمبية. وقد فازت الأرجنتين بالبطولة، وتأهلت إلى الألعاب الأولمبية. كما تأهل وصيف البطولة، وهو منتخب البرازيل إلى الملحق القاري.

## اتحاد أوقيانوسيا لكرة القدم
أقيمت دورة الألعاب الباسيفيكية 2007م بوصفها الجزء الأول من تصفيات أوقيانوسيا المؤهلة لدورة الألعاب الأولمبية 2008م. والتقى الفائزون بألعاب المحيط الهادئ، بابوا غينيا الجديدة، مع نيوزيلندا في مباراة فاصلة في مارس/آذار 2008م، للحصول على مقعد في نهائيات الألعاب الأوليمبية. كان من المقرر في الأصل أن تقام هذه البطولة على مباراتين (يومي 8 و12 مارس)، ولكن تم إلغاء مباراة نيوزيلندا بالتراضي، مما ترك مباراة فاصلة واحدة في بابوا غينيا الجديدة.
| الفريق 1            | نتيجة | الفريق 2  |
| ------------------- | ----- | --------- |
| بابوا غينيا الجديدة | 0–2   | نيوزيلندا |

## الاتحاد الأوروبي لكرة القدم
أعلن الاتحاد الأوروبي لكرة القدم أن بطولة كأس العالم للسيدات 2007م، والتي ستقام في جمهورية الصين الشعبية ستكون أيضا بمثابة البطولة المؤهلة للألعاب الأولمبية. في البداية كان من المعتقد أنه إذا تمكنت إنجلترا من الوصول إلى المراكز الثلاثة الأولى في أوروبا، فسوف تتنافس تحت راية المملكة المتحدة. ومع ذلك، في 6 سبتمبر 2007م، أصدر الاتحاد الدولي لكرة القدم بيانًا صحفيًا يشير إلى أن إنجلترا غير مؤهلة للمشاركة في دورة الألعاب الأولمبية 2008م؛ لأن إنجلترا ليس لديها لجنة أوليمبية خاصة بها. 
ونتيجة لكأس العالم، تأهلت ألمانيا (الفائزة) والنرويج (المركز الرابع) إلى الألعاب الأولمبية، بينما تأهلت السويد والدنمارك (خرجتا كلاهما من مرحلة المجموعات) إلى الملحق. نشأ المزيد من الارتباك بشأن هوية المنتخبات المتأهلة لكأس العالم لكرة القدم بسبب التصريحات الإعلامية المتضاربة الصادرة عن الاتحاد الأوروبي لكرة القدم، والاتحاد الدولي لكرة القدم. وأشار بيان الفيفا إلى أن "الفرق التي خرجت من دور المجموعات سيكون لها نفس الترتيب بغض النظر عن موقعها أو عدد النقاط أو فارق الأهداف"،  مما يعني أن السويد والدنمارك ستحتاجان إلى مباراة فاصلة للحصول على المركز الأخير في التصفيات. في حين ذكر الاتحاد الأوروبي لكرة القدم في البداية أنه لا توجد حاجة إلى مباراة فاصلة، فإن الموقع الرسمي لكرة القدم الأوروبية، تم تعديل هذا بسرعة إلى حد ما الموقع الرسمي لكرة القدم الأوروبية.

### مباراة فاصلة في الأولمبياد
| الفريق الأول | إجم. | الفريق الثاني | مباراة الذهاب | مباراة الإياب |
| ------------ | ---- | ------------- | ------------- | ------------- |
| الدنمارك     | 3–7  | السويد        | 2–4           | 1–3           |

فازت السويد  في مجموع المباراتين بنتيجة 7-3، وتأهلت إلى الألعاب الأولمبية.

## مباراة فاصلة بين أمريكا الجنوبية وأفريقيا
أقيمت مباراة فاصلة بين قارتين بين فرق أمريكا الجنوبية وأفريقيا التي احتلت المركز الثاني، وهما البرازيل وغانا، على التوالي.
أقيمت المباراة الفاصلة في 19 أبريل 2008م من مباراة واحدة على ملعب العمال في بكين، الصين (مكان محايد)
| الفريق الأول | النتيجة | الفريق الثاني |
| ------------ | ------- | ------------- |
| البرازيل     | 5 - 3   | غانا          |

## روابط خارجية
- المباريات والنتائج على موقع الاتحاد الآسيوي لكرة القدم (بطولة السيدات)